# Fleetwood Town Football Club
Pour les articles homonymes, voir Fleetwood.
Maillots
Actualités
Le Fleetwood Town Football Club est un club de football anglais basé à Fleetwood. 
Le club évolue depuis la saison 2024-2025 en League Two (D4) (quatrième division anglaise).

## Histoire
- 2024 : le club est relégué en EFL League Two (quatrième division anglaise)

## Palmarès
- Conference National (cinquième division) :
  - Champion : 2012

- Conference North (sixième division) :
  - Vice-champion : 2010

## Personnalités du club

### Joueurs
- Jamie Vardy